# Groothertogdom Beneden-Rijn
Groothertogdom Beneden-Rijn was een provincie van Pruisen die bestond van 1815 tot 1822.

## Geschiedenis
De provincie werd na het Congres van Wenen op 30 april 1815 gecreëerd. Dit bracht Frederik Willem III ook de titel groothertog van de Beneden-Rijn. Het groothertogdom omvatte in wezen de in 1803 bij Pruisen gevoegde gebieden aan de Rijn, Keur-Trier, delen van Luxemburg en Limburg, Manderscheid, Malmedy, gebieden van de Palts en enige kleinere gebieden.
De provincie werd op 22 juni 1822 met de provincie Gulik-Kleef-Berg samengevoegd tot de Rijnprovincie.

## Bestuurlijke indeling
Het Groothertogdom Beneden-Rijn was verdeeld in drie Regierungsbezirke:
- Regierungsbezirk Aken
- Regierungsbezirk Koblenz
- Regierungsbezirk Trier

## Eerste presidenten (Oberpräsidenten)
- 1815-1816: Johann August Sack
- 1816-1822: Karl Heinrich Ludwig von Ingersleben

1815:
Brandenburg · Groothertogdom Beneden-Rijn · Gulik-Kleef-Berg · Oost-Pruisen · Pommeren · Posen · Saksen · Silezië · Westfalen · West-Pruisen · 1822: Rijnprovincie · 1829: Pruisen · 1850: Hohenzollernsche Lande · 1867: Hannover · Hessen-Nassau · Sleeswijk-Holstein · 1878: Oost-Pruisen · West-Pruisen · 1919: Neder-Silezië · Opper-Silezië · 1920: Berlijn · 1922: Grensmark Posen-West-Pruisen · 1944: Halle-Merseburg · Keur-Hessen · Maagdenburg · Nassau · 1945: Saksen-Anhalt